# Tabernaemontana ochroleuca
Tabernaemontana ochroleuca là một loài thực vật thuộc họ Apocynaceae. Đây là loài đặc hữu của Jamaica.